# Yopps Green
Yopps Green est un hameau situé dans le district de Tonbridge et Malling, dans le comté du Kent, en Angleterre. Il fait partie du petit village de Plaxtol.